# Il Kal Grandi
Il Kal Grandi (Veliki hram) ili Il kal vježu (Stari hram) je prva sinagoga izgrađena u Sarajevu 1580. – 1581. godine. Stajala je unutar židovske četvrti čije je službeno ime bilo Sijavuš-pašina daira (zvali su ju Velika avlija i kurtižiko – ladino izraz za dvorište). Prvobitni izgled sinagoge nije u potpunosti poznat jer je gorjela nekoliko puta. Jedna je od najvrijednijih židovskih spomenika kulture u Bosni i Hercegovini.  
U skladu s materijalnim, i u ono vrijeme društvenim položajem Židova u Sarajevu, bila je skromnih dimenzija i skromne vanjske obrade, iako se po nekim detaljima i osnovnoj koncepciji strukture nazire sličnost s arhitekturom hramova u Španjolskoj. Njezina arhitektonska forma skladna je i čista, pomalo rustikalna. Može je se dovesti i u vezu s islamskom arhitekturom u Bosni i Hercegovini, pogotovo poslije obnove, kad je strop nadsvođen kupolama (1821. godine).  
Sinagoga je 1966. godine pretvorena u Muzej Židova Bosne i Hercegovine u kojem su pohranjeni eksponati Muzeja Sarajeva.
Il Kal Grandi valja razlikovati od Velikog Sefardskog hrama koji je izgrađen po nacrtima Rudolfa Lubynskog početkom 20. stoljeća. Osim što su građeni u različitom vremenskom razdoblju one se razlikuju i u arhitektonskom izričaju. Ono što im je zajedničko je pridjev veliki u imenu (grandi-veliki,-a, -o), zgrade i dalje postoje ali s promijenjenom funkcijom (tako je Il Kal Grandi danas u funkciji Muzeja Židova Bosne i Hercegovine, a Veliki Sefardski hram je Bosanski Kulturni Centar) te ih se gradi na inicjativu iste Židovske zajednice one Sefardske. 